# Delia metatarsata
Delia metatarsata är en tvåvingeart som först beskrevs av Stein 1914.  Delia metatarsata ingår i släktet Delia och familjen blomsterflugor.
Artens utbredningsområde är Kenya. Inga underarter finns listade i Catalogue of Life.